# Ваузека, Висконсин
Ваузека, Висконсин (енгл. Wauzeka) град је у америчкој савезној држави Висконсин.

## Демографија
По попису из 2010. године број становника је 711, што је 57 (-7,4%) становника мање него 2000. године.
| Група             | 2000.       | 2010.       |
| Белци             | 749 (97,5%) | 676 (95,1%) |
| Афроамериканци    | 0 (0,0%)    | 7 (1,0%)    |
| Азијати           | 11 (1,4%)   | 2 (0,3%)    |
| Хиспаноамериканци | 5 (0,7%)    | 13 (1,8%)   |
| Укупно            | 768         | 711         |